# NGC 4612
NGC 4612 هي مجرة محدبة ضلعية تقع على بعد 57 مليون سنة ضوئية. في كوكبة العذراء.
تم اكتشافها من قبل عالم الفلك ويليام هيرشل في 23 يناير 1784. وهي إحدى مجرات عنقود العذراء المجري.

## الخصائص المادية
تحتوي إن جي سي 4612 على شريط منتشر ونواة في المركز مشرقة، وتحيط النواة حلقة منخفضة السطوع.